# Universidad de Berna
La Universidad de Berna (en alemán: Universität Bern, en francés: Université de Berne, en latín: Universitas Bernensis) es una universidad localizada en la ciudad capital de Suiza, Berna, y que fue fundada en 1834. Es una institución regulada y financiada por el cantón de Berna. 
Es una institución que ofrece una amplia variedad de cursos y programas distribuidos en seis facultades y alrededor de 150 institutos, siendo considerada un líder internacional en ciertas áreas de investigación, tales como la investigación espacial. En este contexto, tanto la enseñanza como las actividades relacionadas con investigación son realizadas desde una perspectiva interdisciplinaria; por ejemplo, esta universidad es sede de cuatro Centros Nacionales para las Competencias en investigación o NCCR (de sus siglas en inglés: National Centres of Competence in Research): Clima (investigaciones relativas al cambio climático), Norte-Sur (desarrollo sustentable), Regulación Comercial (comercio internacional) y TransCure (biología de las membranas). Con aproximadamente 18‘576 estudiantes, la Universidad de Berna es una institución de educación superior de mediana envergadura en Suiza. 

## Reputación
En la actualidad, la Universidad de Berna es considerada una de las 200 mejores universidades del mundo; en particular, en el QS World University Rankings 2020 se encuentra rankeada en el lugar 123.º (6.º dentro de Suiza); el Shanghai Jiao Tong University Ranking (ARWU) 2011 en tanto, la rankea en el tramo de las 151–200 universidades del mundo. En el ámbito de la investigación por otro lado, a 2010 se ubicaba en la posición 188.ª dentro del High Impact Universities Research Performance Index.